# Christdemokratie
Christdemokratie ist eine politische Ideologie und im Parteienspektrum meist den bürgerlichen Parteien zuzurechnen. Je nach Land kann eine sich christlich-demokratisch nennende Partei ein unterschiedliches Spektrum politischer Meinungen ansprechen. In der internationalen Gesamtschau geht das Spektrum von der linken Mitte bis zu rechten Positionen; das heißt jedoch nicht, dass jede einzelne Partei dieses Spektrum vollständig abdeckt. Je nach Land oder Definition gehören zur Christdemokratie auch konservative Richtungen. Sozialpolitisch ist die christliche Soziallehre eine wesentliche Position, die insbesondere in weniger entwickelten Ländern die politische Agenda dominiert.
Manche christdemokratische Parteien sind große Volksparteien der rechten Mitte und damit klassische Regierungsparteien, andere eher klein und Minderheitenvertreter. In Westeuropa herrscht die Tendenz vor, dass christdemokratische Volksparteien kleiner werden und ihren christlichen Charakter aufweichen.
Im deutschsprachigen Raum verstehen sich unter anderem CDU/CSU in Deutschland, die ÖVP in Österreich, die SVP in Südtirol, die CSV in Luxemburg, Die Mitte in der Schweiz, und die CSP in Ostbelgien als Christdemokraten. Auf internationaler Ebene sind christdemokratische Parteien in der Zentristisch Demokratischen Internationalen zusammengeschlossen, in Europa in der Europäischen Volkspartei.

## Ideen und Ursprünge
Eine der Wurzeln christdemokratischen Denkens stellen die katholische Soziallehre und die evangelische Sozialethik dar. Zugrunde liegt dabei ein Menschenbild, das dem Menschen als Geschöpf Gottes Würde, Verschiedenartigkeit, Gleichwertigkeit und Unvollkommenheit zuspricht und daraus Grundwerte wie Freiheit, demokratische Mitbestimmung und soziale Gerechtigkeit ableitet.
Der demokratisch-soziale Gehalt trennt die Christdemokratie von den eigentlich Konservativen, die historisch nicht zuletzt den Adel vertreten haben. Von den Fundamental-Religiösen (beispielsweise radikalen Christen), aber auch von den rein Klerikalen (die die Macht der katholischen Kirche verteidigen), sind die Christdemokraten unterschieden, weil sie Toleranz für ihr Christentum einfordern und dementsprechend gegenüber anderen Weltanschauungen zumindest grundsätzlich tolerant sein müssen.
Die Wendung Démocratie chrétienne begegnet erstmals in einer Rede von Antoine-Adrien Lamourette in der gesetzgebenden Nationalversammlung in Paris am 21. November 1791. Durch die zunehmend antichristliche Ausrichtung der Französischen Revolution nach 1793 sah sich das traditionelle Christentum in Europa einem starken Gegner ausgesetzt. Aufklärung und Liberalismus waren gegen den kirchlichen Einfluss in der Staatsführung, im Schulwesen und in der Gesetzgebung (auch der Ehestandsgesetzgebung). Darauf reagierten Vertreter kirchlicher Ansichten in unterschiedlicher Weise, in Deutschland etwa mit einer breiten Volksbewegung, die die Massen ansprach und politisierte. So entwickelte sich eine neue einflussreiche politische Ideologie neben Sozialdemokratie und Liberalismus.

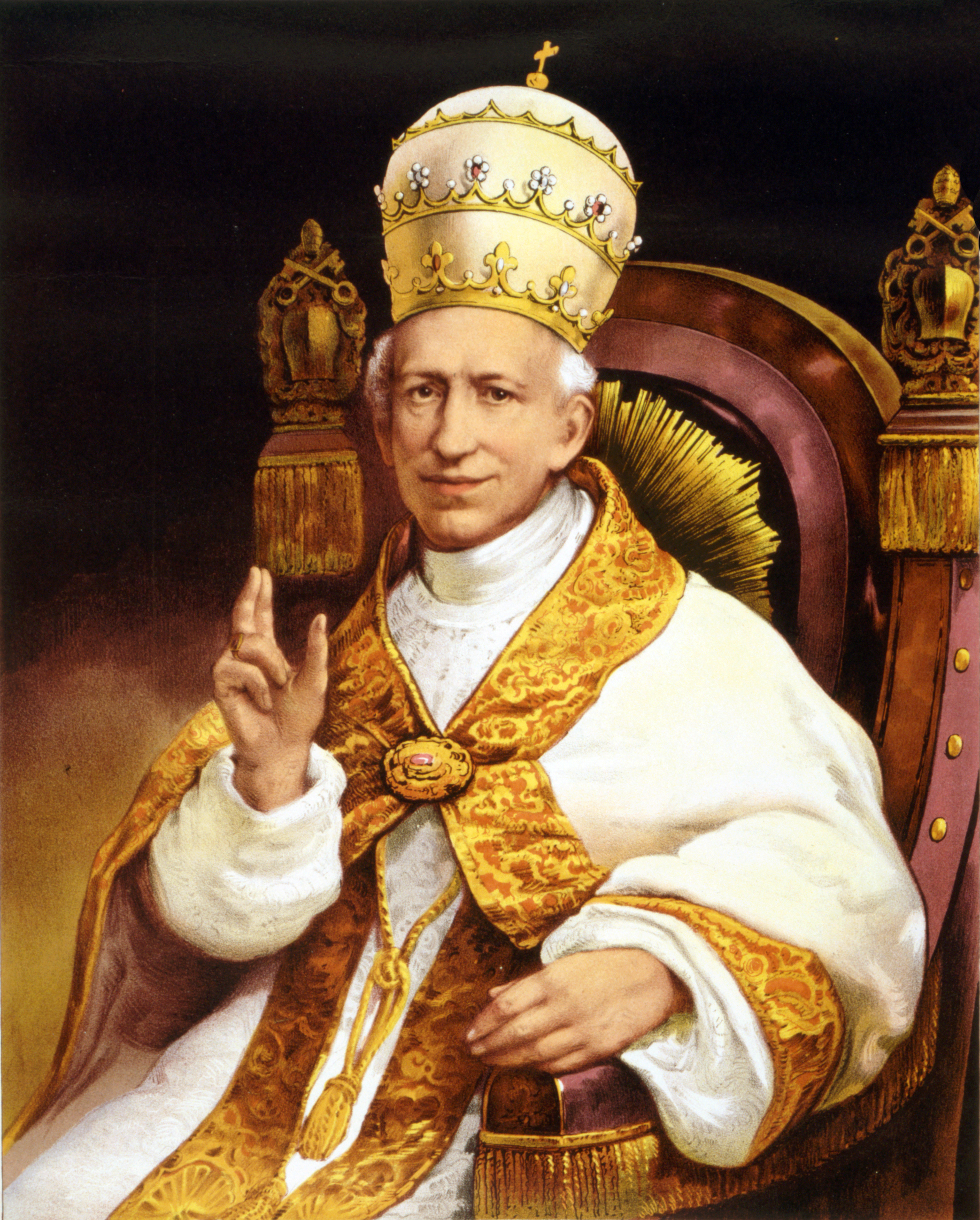
Papst Leo XIII. (Amtszeit 1878–1903) verband das Streben nach kirchlicher Macht mit sozialem Engagement.

Als Gründungsschrift der politischen Christdemokratie wird allgemein die päpstliche Enzyklika Rerum Novarum von Papst Leo XIII. aus dem Jahr 1891 angesehen, in welcher sich der Vatikan, als Reaktion auf die Industrielle Revolution, erstmals mit der neuen Lage der Arbeiter auseinandersetzte. Die in ihr enthaltenen Ideen waren aber nicht neu, denn Papst Leo XIII. orientierte sich stark an Wilhelm Emmanuel von Ketteler, einem deutschen Bischof und Philosophen, und seinem im Jahre 1864 erschienenen Buch „Die Arbeiterfrage und das Christentum“, dessen inhaltliche Übereinstimmung mit Rerum Novarum groß ist.
In Frankreich entstand damals, im 19. Jahrhundert, eine Reformbewegung innerhalb der Kirche mit dem Begriff „Christdemokratie“ (démocratie chrétienne). Papst Leo XIII. schränkte diese Richtung auf soziale Wohlfahrt ein (Enzyklika Graves de communi re von 1901) und begrenzte sie damit politisch.
Mit der Enzyklika Quadragesimo anno aus dem Jahr 1931 von Papst Pius XI. konkretisierte die römisch-katholische Kirche, angesichts der Herausforderung totalitärer Ideologien, ihre Position der Freiheit des Einzelnen. In dieser Enzyklika wird das für die christdemokratische Philosophie grundlegende Subsidiaritätsprinzip beschrieben. Es folgt den Grundsätzen „Privat vor Staat“, also dem Vorrang der Verantwortung des Einzelnen vor der staatlichen Intervention und „Klein vor Groß“, wo der Staat handelt. Daraus ergibt sich das Prinzip, dass der Staat möglichst dezentral organisiert sein soll. Jedoch besteht auch eine Pflicht zur subsidiären Hilfe, wenn die kleinere, schwächere Einheit eine Aufgabe nicht erfüllen kann (vertieft in Mater et magistra, 1961). In Deutschland war hier unter anderem der Jesuit Oswald von Nell-Breuning einflussreicher Autor. Daneben werden auch die Schriften des Philosophen Jacques Maritain als bedeutende Inspiration christdemokratischen Gedankenguts erachtet.
Auch das Prinzip der Solidarität wird befürwortet. Die Wirtschaft soll sich in den Dienst der Menschen stellen. Daraus ergibt sich die Bändigung des Kapitalismus in der Sozialen Marktwirtschaft. Ein bedeutender Einfluss bei der Formulierung christdemokratischer Politik wurde den Stellungnahmen der Kirchen zu Fragen der öffentlichen Moral zugeschrieben. So kommt im christdemokratischen Denken der Stellung von Ehe und Familie eine besondere Bedeutung zu.
Unter Bezugnahme auf Initiativen des Weltkirchenrats seit den 1980ern wird heute auch die Bewahrung der Schöpfung als zentrales Prinzip verstanden.
Typisch christdemokratische Parteien entstanden vor allem in Ländern mit einem starken katholischen Bevölkerungsanteil. Dort erlangten sie häufig eine dominierende Position im Parteiensystem.
Die Christdemokratie verwirklichte sich im ausgehenden 19. und im 20. Jahrhundert in unterschiedlichen Organisationen. Neben christdemokratischen Parteien brachte die Bewegung auch Gewerkschaften, Wohlfahrtsverbände und andere Organisationen hervor. Die Christlichen Gewerkschaften grenzten sich von den aus der sozialistischen Arbeiterschaft heraus entstandenen Gewerkschaften dabei stark ab. Teilweise wird in der Forschung sogar eine typisch christdemokratische Art des Wohlfahrtsstaates behauptet.
Arend Lijphart entwickelte den Ansatz des consociational für die Demokratie. Paolo Alberti und Robert Leonhardi sehen große Ähnlichkeiten mit der Christdemokratie. Beide sind aus einem pluralistischen Kontext entstanden, bei dem Eliten in einem aus Pfeilern aufgebauten Rahmen zusammenarbeiten, um das politische System zu stabilisieren. Es wird das Gemeinwohl betont und ein möglichst breiter Konsens gesucht. Die Ähnlichkeit sehen Alberti und Leonhardi in der Weise, wie in (früheren) christdemokratischen Parteien wie der italienischen Democrazia Cristiana und der niederländischen Katholieke Volkspartij soziale Gruppen aus der katholischen Welt vereint waren. Andere Parteien hatten auch Kontakte zu sozialen Gruppen, bei diesen Parteien hatten sie jedoch direkten Einfluss auf Parteiorgane und Wahllisten.

## Christdemokratische Parteien
Heute wird die Christdemokratie oftmals mit ihrer wirkungsmächtigsten Ausprägung gleichgesetzt, den politischen Parteien. Die Politikwissenschaft teilt sie bei den bürgerlichen Parteien ein. Die ersten christdemokratischen Parteien, die sich so nannten, gründeten sich um das Jahr 1830 in Belgien, Irland und Frankreich. Sie hatten eine liberal-demokratische Ausrichtung. Nach dem Ersten Weltkrieg entstanden in Italien die ersten christdemokratischen Parteien nach heutigem Verständnis. Typisch ist eine eher Mitte-orientierte Position in Wirtschafts- und Sozialpolitik, denn sowohl Arbeitgeber als auch Arbeitnehmer sollen integriert werden. In soziokulturellen Fragen stehen die Parteien eher Mitte-rechts bis rechts.
Die Blütezeit der christdemokratischen Parteien bildeten die Jahrzehnte nach dem Zweiten Weltkrieg. Sie spielten eine besonders bedeutende Rolle in Ländern wie Italien, Deutschland, Frankreich und den Benelux-Staaten. Nach 1990 ist in mehreren Ländern ein teils drastischer Niedergang festzustellen.
Die Bezeichnungen für solche Parteien gehen manchmal weit auseinander. Häufig sind die Namensbestandteile „sozial“ und „demokratisch“ oder „christlich“. In Portugal beispielsweise nennen die Christdemokraten sich Partido Social Democrata, also Sozialdemokratische Partei. In Frankreich und Wallonien wurde aus dem christlichen C ein centre (Zentrum).
Christdemokraten verbünden sich eher selten mit großen Rechtsparteien oder Parteien der rechten Mitte. Meist fühlen sie sich liberalen oder sozialdemokratischen Parteien näher.

### Belgien

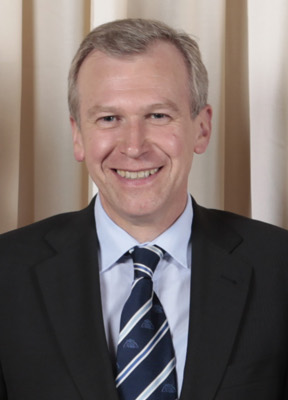
Der Flame Yves Leterme war bis 2011 christdemokratischer Premierminister Belgiens.

In Belgien gibt es drei christdemokratische Parteien, eine für jede Sprachgemeinschaft:
- Christen-Democratisch en Vlaams (Christdemokratisch und flämisch) in Flandern;
- Centre Démocrate Humaniste (Demokratisches Humanistisches Zentrum) im französischsprachigen Landesteil;
- Christlich Soziale Partei in der Deutschsprachigen Gemeinschaft.

Besonders in Flandern dominierten die Christdemokraten seit langer Zeit (und damit teilweise auch ganz Belgien), bis 2001 noch unter dem Namen Christelijke Volkspartij. Schon länger erhielten sie aber im Mitte-rechts-Lager beträchtliche Konkurrenz durch die liberale Open VLD. Bei der Parlamentswahl 2010 musste die CD&V ihre führende Rolle an die flämisch-national gesinnte Nieuw-Vlaamse Alliantie abtreten. Bereits früher sanken die Christdemokraten in Wallonien auf den Rang einer eher kleinen bis höchstens mittelgroßen Partei ab. Hier entfernten sie 2002 auch das Wort christlich aus ihrem Parteinamen. Nur die CSP konnte die größte Kraft in ihrem Gebiet bleiben, wenngleich mit weniger großem Vorsprung als früher.

### Deutschland

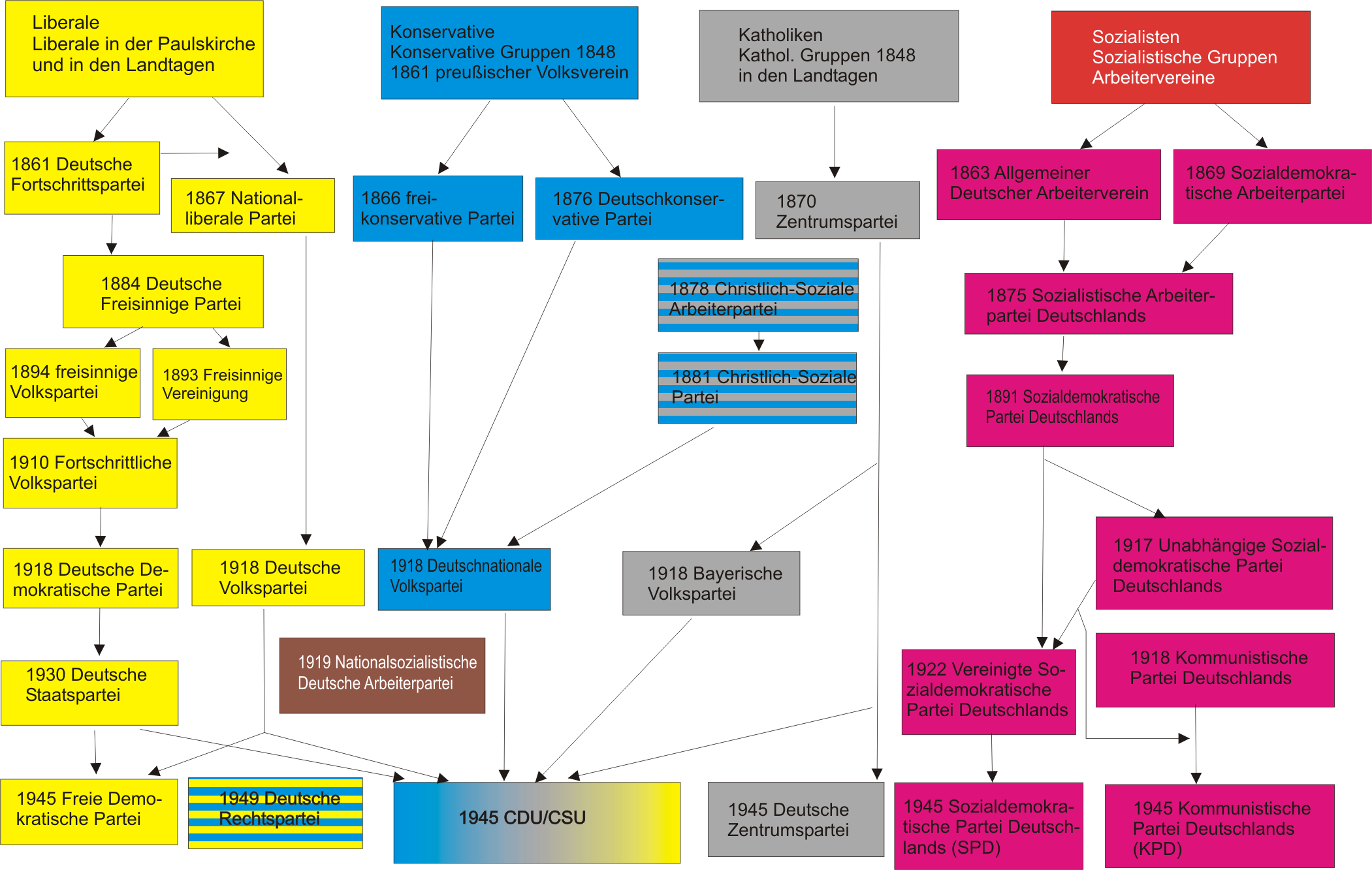
Entwicklung der Parteien in Deutschland

In Deutschland gab es seit 1870 die Zentrumspartei, die zur Verteidigung des Katholizismus begründet wurde und daher kaum Protestanten anzog. Ihre Wurzeln liegen im politischen Katholizismus, der in Deutschland in der Mitte des 19. Jahrhunderts einen deutlichen Aufschwung erfuhr und im Vereinswesen und in der Publizistik eine breit angelegte Bewegung katholischer Ideen und Interessen formierte. Ihr politischer Rückhalt im Deutschen Reich blieb mit 10 bis 20 Prozent der Stimmen relativ klein. Trotzdem hatte sie schon im Kaiserreich, etwa seit Ende der 1870er Jahre, durchaus politischen Einfluss. In der Weimarer Republik (1918–1933) stellte sie sogar die meisten Reichskanzler.
Nach dem Zweiten Weltkrieg wurden die Christlich Demokratische Union Deutschlands bzw. in Bayern die Christlich-Soziale Union in Bayern gegründet (die CDU als Partei auf Bundesebene erst 1950). Beide Parteien treten bei Wahlen nicht gegeneinander an und haben eine gemeinsame Fraktion im Bundestag. Sie sprechen ausdrücklich sowohl Katholiken als auch Protestanten an, geben sich aber auch offen für religiös Ungebundene und Anhänger anderer Religionen. Sie vereinen verschiedene Strömungen der Christdemokratie, z. B. sozialliberale, wirtschaftsliberale, christlich-ethische, konservative und nationalistische Strömungen. Über die CSU heißt es, dass sie tendenziell weiter rechts stehe als die CDU. In der Wirtschafts- und Sozialpolitik gilt die CSU hingegen als sozialstaatlicher ausgerichtet.
In der DDR gab es die Blockpartei Christlich-Demokratische Union Deutschlands (CDU), die 1990 in der gesamtdeutschen CDU aufging.
Die breite Sammlung ermöglichte es der CDU/CSU in der alten Bundesrepublik, zu einer großen Volkspartei zu werden; sie regierte länger im Bund als die andere große Partei, die Sozialdemokratische Partei Deutschlands. Der CDU/CSU kamen die Folgen des Zweiten Weltkriegs zugute: Der Verlust der Ostgebiete bedeutete, dass die Konservativen der Weimarer Republik ihre Hochburgen verloren hatten. Die Eingliederung der Vertriebenen bewirkte, dass es in der Bundesrepublik weniger rein katholische oder rein protestantische Gebiete gab. Konservativ-regionalistische Parteien wie die Deutsche Partei oder die Bayernpartei wurden durch die Wahlrechtsänderungen von 1953 und 1957 bedrängt, nach denen für den Einzug in den Bundestag fünf Prozent der Zweitstimmen im Bundesgebiet oder drei Direktmandaten nötig sind, während vorher fünf Prozent in einem Bundesland oder ein Direktmandat ausgereicht hatten. Außerdem verhinderte die Lizenzierungspolitik der Besatzungsmächte bis 1950 zunächst das Entstehen von offen antidemokratisch rechten Parteien.
Neben der CDU/CSU gibt es in Deutschland auch klerikale oder fundamental-religiöse Parteien, wie die Christliche Mitte oder das Bündnis C – Christen für Deutschland. Sie konnten bei Wahlen aber bisher nur wenige Mandate in kommunalen Parlamenten erringen.

### Frankreich
Als Vorläufer der französischen Christdemokratie kann die 1894 von dem damals noch jugendlichen Marc Sangnier ins Leben gerufene Bewegung Le Sillon („Die Furche“) gelten, die christlichen Arbeitern eine Alternative zum Materialismus und Antiklerikalismus der Sozialisten bieten wollte. In der Zwischenkriegszeit gab es dann die Parti Démocrate Populaire (PDP) als christdemokratische Partei, die jedoch nur Wahlergebnisse von etwa 3 % erreichte.
Nach dem Zweiten Weltkrieg entstand mit dem Mouvement républicain populaire (MRP; „Volksrepublikaner“) eine starke christdemokratische Bewegung, die in der unmittelbaren Nachkriegszeit stärkste bürgerliche Partei war (etwa gleichauf mit den Kommunisten) und mehrmals den Regierungschef stellte. Mit Robert Schuman brachte sie zudem einen der wichtigsten Architekten der Europäischen Integration hervor. Schon bald wurde sie aber von den nationalkonservativen Gaullisten überflügelt, an die sie einen Großteil ihrer Wähler verlor.
Nachdem die Verfassung der V. Republik in Kraft getreten war, die ihre Bedeutung noch weiter sinken ließ, benannte sich die MRP in Centre démocrate um und spaltete sich 1969 anhand der Frage, ob man den gaullistischen Präsidentschaftskandidaten Georges Pompidou unterstützen sollte. 1976 fusionierten beide christdemokratische Parteien wieder zum Centre des démocrates sociaux (CDS), das bis 1995 als Bestandteil des zur Unterstützung von Valéry Giscard d’Estaing gegründeten bürgerlichen Parteienbündnisses Union pour la démocratie française (UDF) bestand. Das CDS fusionierte 1995 mit der sozialdemokratischen, ebenfalls zur UDF gehörenden Parti social-démocrate (PSD) zur Force démocrate (FD), anschließend gab es keine wirkliche christdemokratische Partei mehr in Frankreich. Das Wahlbündnis UDF wurde 1998 in eine einheitliche Partei umgewandelt. Die meisten ihrer Funktionäre stammten jedoch aus der christdemokratischen Traditionslinie des CDS.
Die Gaullisten besetzten etwa seit den 1970er-Jahren verstärkt auch die rechte Mitte, was dazu führte, dass für die Parteien der politischen Mitte immer stärkere Konkurrenz entstand und diese an Bedeutung verloren. Als Reaktion darauf wurde 2001 das (post-)gaullistische Rassemblement pour la République (RPR) als französisches Mitglied in die eigentlich christdemokratische Europäische Volkspartei (EVP) aufgenommen. Einige Christdemokraten wechselten anlässlich der Präsidentschaftswahl 2002 von der UDF zur neuen Mitte-rechts-Sammelpartei Union pour un mouvement populaire (UMP), in der auch das RPR aufging. Die Rumpf-UDF verließ hingegen 2004 die EVP, die sich aus ihrer Sicht zu weit nach rechts geöffnet habe und von ihren europäisch-föderalistischen Positionen abgerückt sei, und beteiligte sich stattdessen an der Gründung der Europäischen Demokratischen Partei (EDP). Im Zuge der Wahlen 2007 spaltete sich die UDF: Ein Teil ging als Nouveau Centre zum rechten Präsidentenlager (UMP, seit 2015 Les Républicains) über, der Rest benannte sich in Mouvement démocrate (MoDem) um und positionierte sich in der Mitte zwischen den beiden großen politischen Lagern. Eine gesellschaftspolitisch konservative Spielart der Christdemokratie vertritt die von der UDF-CDS abgespaltete Kleinpartei Forum des républicains sociaux (FRS), die sich 2009 in Parti chrétien-démocrate (PCD) und 2020 in Via, la voie du peuple umbenannte. Sie hatte den Status einer assoziierten Partei der UMP, wandte sich aber nach 2017 nach rechtsaußen.

### Niederlande

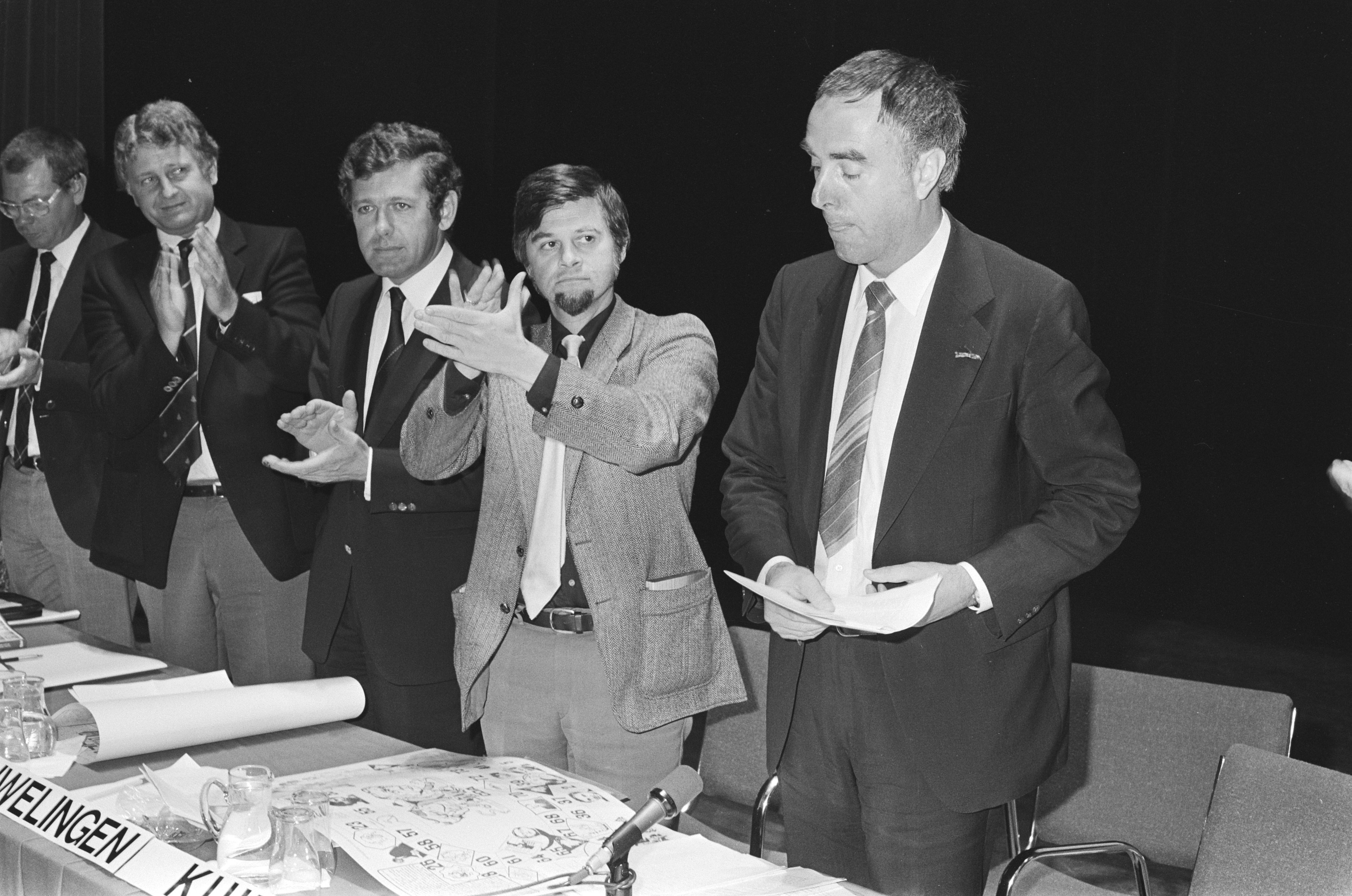
September 1980: Die letzte Sitzung der Anti-revolutionaire partij vor der Fusion zum CDA.

In den Niederlanden gab es bis 1980 drei große christliche Parteien, von denen die Katholieke Volkspartij die größte war. Mit den beiden kleineren protestantischen (calvinistischen) Parteien ARP und CHU trat sie bei den Wahlen 1977 erstmals mit einer gemeinsamen Liste an, 1980 folgte der formelle Zusammenschluss von KVP, ARP und CHU zum Christen-Democratisch Appèl. Die Partei gilt als Mitte-rechts und klassische Regierungspartei: In den Jahren 1977–1994 und 2002–2010 stellte der CDA den Ministerpräsidenten. Hatten die drei Parteien 1963 zusammen noch knapp die Hälfte aller Wählerstimmen erhalten, waren es 1972 nicht einmal ein Drittel. 2010 fiel der CDA auf 13,6 Prozent und 2012 auf rund acht. Damit gehört sie größenmäßig allenfalls noch dem unteren Mittelfeld an und hat ihre früher dominierende Position an die Rechtsliberalen (VVD) abgeben müssen. In den Provinzen ist sie teils noch stärker als auf Landesebene.
Daneben sind im Parlament zwei weitere christliche (wenngleich nicht wirklich christdemokratische) Parteien vertreten. Sie werden als „orthodox-calvinistisch“ bezeichnet. Die ChristenUnie ähnelt den christlichen Parteien Skandinaviens. Sie wurde 2001 als Zusammenschluss älterer Parteien (GPV und RPF) gegründet und vertritt streng religiöse Calvinisten. Sie steht in wirtschafts- und sozialpolitischen Fragen sowie den bei den Themen Umweltschutz und Flüchtlinge in der linken Mitte, während sie in ethischen und gesellschaftlichen Fragen streng konservative Positionen bezieht (Abtreibung, Drogen, Homosexuellenehe, Sterbehilfe). Die theokratische Staatkundig Gereformeerde Partij (SGP) ist religiös noch strenger bis fundamentalistisch, in besonderem Maße monarchistisch und fordert die absolute Einhaltung der Sonntagsruhe sowie das Verbot zu Fluchen. National und international wurde sie dafür kritisiert, dass sie Frauen in der Politik ablehnt. Diese beiden Parteien haben niedrige, aber stabile Wahlergebnisse. Die ChristenUnie war zeitweise in der Regierung (2007–2010 und ab 2017). Davon abgesehen gab es in der Vergangenheit auch kleine linkschristliche Parteien, zuletzt die Evangelische Volkspartij, die 1991 in GroenLinks aufgegangen ist.

### Italien

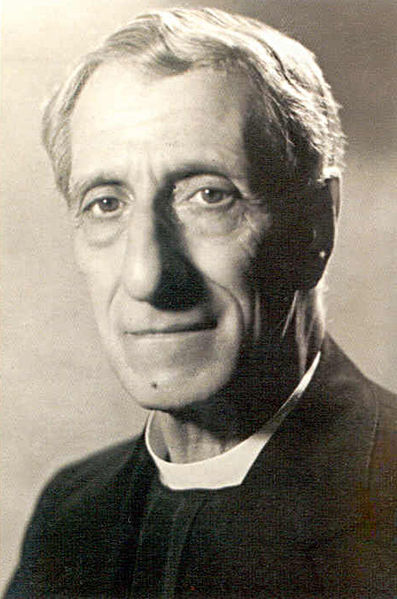
Der katholische Priester Luigi Sturzo gilt als einer der Gründungsväter der europäischen Christdemokratie.

Die 1919 gegründete Partito Popolare Italiano (PPI) Don Luigi Sturzos war eine der ersten christdemokratische Parteien in Europa und damit Vorbild für viele Parteigründungen in anderen Ländern. Aus ihr ging 1942 die Democrazia Cristiana hervor, die bis etwa 1992/1993 die dominierende politische Kraft Italiens war und bis in die 1980er Jahre durchgehend den Ministerpräsidenten stellte. Dazu war allerdings oft eine Koalition mehrerer Parteien notwendig, wobei die DC selbst bereits ein Bündnis verschiedener Richtungen ausmachte, von eher linken Gewerkschaftern bis hin zu konservativen Kräften. Insgesamt war die Partei in der politischen Mitte verankert.
Nach großen Korruptionsskandalen Anfang der 1990er Jahre sank die Partei 1992 erstmals unter einen Wähleranteil von dreißig Prozent, verlor weiter an Zusammenhalt und löste sich 1993 auf. Ihre Nachfolgepartei hieß wiederum Partito Popolare Italiano, verfügte jedoch nur noch über einen Wähleranteil von etwa 10 %, bis sie 2002 mit verschiedenen – auch nicht-christdemokratischen – Parteien der (linken) Mitte zu La Margherita verschmolz.
Aus den Trümmern der DC entstanden weitere Nachfolgeparteien, die es bereits nicht mehr gibt. Als eigenständige christdemokratische Partei war zuletzt in den 2000er-Jahren die Unione dei Democratici Cristiani e di Centro mit Wahlergebnissen von fünf oder sechs Prozent am bedeutendsten; 2013 fiel sie auf 1,8 Prozent. Sie steht in der Mitte, vertritt aber auch rechtskonservative Positionen (zum Beispiel mit Bezug auf Abtreibung und Homo-Ehe).
Viele christdemokratische Politiker und Wähler gingen ab 1994 zur Forza Italia Silvio Berlusconis über, die 1999 – obwohl sie eigentlich keine christdemokratische Partei war – in die Europäische Volkspartei (EVP) aufgenommen wurde. La Margherita, Nachfolgepartei der PPI (und damit indirekt der Democrazia Cristiana) verließ hingegen 2004 die EVP, die ihr zu konservativ geworden und nicht mehr pro-europäisch genug war, und beteiligte sich stattdessen an der Gründung der Europäischen Demokratischen Partei (EDP). Inzwischen sind ehemalige Christdemokraten über die großen Parteienbündnisse und neuen Parteien sowohl der linken als auch rechten Mitte verstreut. Es ist von einer „christdemokratischen Diaspora“ die Rede.

### Schweiz
In der Schweiz ist die Partei Die Mitte die führende Kraft des christdemokratischen Lagers. Die Mitte ging unter anderem aus der CVP hervor, welche wiederum aus der 1882 gegründeten und bald staatstragenden Katholisch-Konservativen Partei hervorging. Heute noch in traditionell katholischen Gebieten (Zentralschweiz, Wallis, Appenzell Innerrhoden) besonders stark. Im politischen Spektrum der Schweizer Parteien nimmt die Mitte eine Mittelposition ein. Infolge der fortschreitenden Säkularisierung der Gesellschaft und unter dem Druck der zunehmend auch in katholischen Kantonen erfolgreichen nationalkonservativen Schweizerische Volkspartei (SVP) leidet sie seit den 1970er-Jahren unter einem steten Wählerschwund. Dennoch ist sie in allen Kantonsparlamenten vertreten und stellt seit den Schweizer Parlamentswahlen 2011 27 der 200 Nationalräte und 13 der 46 Ständerate. Heute stellt sie mit Martin Pfister nur noch einer der sieben Bundesräte (von 1959 bis 2003 waren es gemäß der „Zauberformel“ zwei).
Lediglich in einzelnen Kantonen aktiv ist die wesentlich kleinere Christlich-soziale Partei (CSP), die derzeit im Bundesparlament nicht vertreten ist. Auch die kleine Evangelische Volkspartei (EVP) kann dem christdemokratischen Spektrum zugeordnet werden. In sozioökonomischen Fragen, Bildungs-, Umwelt-, Ausländer- und Asylpolitik steht sie vergleichsweise links, in Bezug auf wertegebundenen Themen wie Sterbehilfe, Abtreibung oder Homo-Ehe ist sie hingegen konservativ.

### Skandinavien
In Skandinavien entstanden keine christdemokratischen Parteien im eigentlichen Sinne. Dort dominieren in der Mitte und rechts konservative, nationalliberale und zentristische (Mitte-orientierte) Parteien. Es gibt durchaus christliche Parteien, deren Stärke bei wenigen Prozentpunkten liegt. Sie vertreten Minderheiten, nämlich nicht die lutherischen Staatskirchen, sondern unabhängige Gruppen stark religiöser Erneuerer. Ferner sind diese Parteien relativ jung. Trotzdem konnten sie etwa seit 1990 politischen Einfluss erlangen und haben auch an Regierungen teilgenommen.
Die Parteien im Einzelnen:
- Norwegen: Kristelig Folkeparti, seit 1933
- Finnland: Kristillisdemokraatit / Kristdemokraterna, seit 1958
- Schweden: Kristdemokraterna, seit 1964
- Dänemark: Kristendemokraterne, seit 1970
- Färöer: Miðflokkurin, seit 1992

### Südamerika
Christdemokratische Parteien entstanden in Südamerika seit den 1940ern. Besonders die Partido Demócrata Cristiano in Chile sowie das COPEI in Venezuela wurden mächtige politische Kräfte in ihren Ländern. Das gilt auch für mittelamerikanische Länder wie Costa Rica, Nicaragua und El Salvador.

### Ostmitteleuropa
Nachdem 1989 in Ostmitteleuropa die kommunistischen Systeme zusammenbrachen, entstanden auch dort christdemokratische Parteien. Ihr Einfluss und ihre Bedeutung ist sehr unterschiedlich. Hier spielen die jahrzehntelangen atheistischen Traditionen eine für diese Parteien negative Rolle. Eine Ausnahme ist das traditionell katholisch geprägte Polen. Dort  entwickelten sich paradoxerweise keine christdemokratischen Parteien im engeren Sinne, sondern nur Parteien, die einzelne Elemente der Christdemokratie aufgriffen.

## Belege
1. ↑  Toni Keppeler: Nur Populismus? Politische Kultur in Lateinamerika und das Erbe der linken Ikonen | APuZ. Abgerufen am 4. April 2019.
2. ↑  Vgl. dazu: Peter Godzik: Wertmaßstäbe einer christlich orientierten Politik. Beitrag für ein Buchprojekt, Ratzeburg 2003 (online auf pkgodzik.de).
3. ↑  Bewahrung der Schöpfung und Klimagerechtigkeit — Ökumenischer Rat der Kirchen. Archiviert vom Original (nicht mehr online verfügbar) am 15. September 2017; abgerufen am 4. April 2019.  Info: Der Archivlink wurde automatisch eingesetzt und noch nicht geprüft. Bitte prüfe Original- und Archivlink gemäß Anleitung und entferne dann diesen Hinweis.
4. ↑  Paolo Alberti, Robert Leonardi: The Consociational Construction of Christian Democracy. In: Steven Van Hecke, Emmanuel Gerard (Hrsg.): Christian Democratic Parties in Europe since the End of the Cold War. Leuven University Press, Leuven 2004, S. 21–41, hier S. 31/32.
5. ↑  Zum Niedergang siehe Steven Van Hecke: A Decade of Seized Opportunities. Christian Democracy in the European Union. In: Steven van Hecke, Emmanuel Gerard (Hrsg.): Christian Democratic Parties in Europe since the End of the Cold War. Leuven University Press, 2004 (= KADOC Studies on Religion, Culture and Society 1), S. 269–295, hier S. 274.
6. ↑  Ute Schmidt: Die Christlich Demokratische Union Deutschlands. In: Richard Stöss (Hrsg.): Parteien-Handbuch. Die Parteien der Bundesrepublik Deutschland 1945–1980. Sonderausgabe. Westdeutscher Verlag, Opladen 1986 (1983), S. 490–660, hier S. 490, S. 494/495.
7. ↑  Jean-Claude Delbreil: Le parti démocrate populaire. Un parti démocrate chrétien français de l’entre-deux-guerres. In: Christdemokratie in Europa im 20. Jahrhundert. Böhlau, Wien 2001, S. 77.
8. ↑  Jean-Claude Delbreil: Le parti démocrate populaire. Un parti démocrate chrétien français de l’entre-deux-guerres. In: Christdemokratie in Europa im 20. Jahrhundert. Böhlau, Wien 2001, S. 78.
9. 1 2  David Hanley: Beyond the Nation State. Parties in the Era of European Integration. Palgrave Macmillan, Basingstoke (Hampshire) 2008, S. 121.
10. ↑  Emmanuel Gerard, Steven Van Hecke: European Christian Democracy in the 1990s. Towards a Comparative Approach. In: Christian Democratic Parties in Europe Since the End of the Cold War. Leuven University Press, 2004, S. 297–318, auf S. 316.
11. ↑  Gianfranco Pasquino: Italy. The Never-ending Transition of a Democratic Regime. In Josep M. Colomer: Comparative European Politics. 3. Auflage, Routledge, Abingdon (Oxon)/New York 2008, S. 135–172, auf S. 140.
12. ↑  John T.S. Madeley: Life at the Northern Margin. Christian Democracy in Scandinavia. In: Steven Van Hecke, Emmanuel Gerard (Hrsg.): Christian Democratic Parties in Europe since the End of the Cold War. Leuven University Press, Leuven 2004, S. 217–241, hier S. 219.
13. ↑  Tim Bale, Aleks Szczerbiak: Why is there no Christian Democracy in Poland (and why does this matter)? SEI Working Paper No. 91. Sussex European Institute, Brighton, Dezember 2006.